# Graziano Ciocia
Graziano Ciocia (Tirana, 5 febbraio 1942) è un politico italiano.

## Biografia
Laureato in Scienze politiche, esponente del Partito Socialista Democratico Italiano, viene eletto consigliere regionale in Puglia nel 1975 (con 12.200 preferenze nel collegio di Bari), diventa poi assessore regionale in Puglia nella giunta presieduta da Nicola Rotolo. Confermato consigliere alle elezioni regionali del 1980 (con 16.482 preferenze), ricopre il ruolo di assessore nella giunta di Nicola Quarta fino al settembre 1982.
Viene eletto deputato alle elezioni politiche del 1983, confermando il proprio seggio alla Camera anche nel 1987. Nel PSDI è nella minoranza di sinistra interna; nel 1989 aderisce a Unità e Democrazia Socialista, scissione che lo porta a confluire nel Partito Socialista Italiano. In quota PSI ricopre il ruolo di Sottosegretario al Ministero del lavoro e della previdenza sociale nei governi Andreotti VI e VII. Conclude il mandato parlamentare nel 1992.